# Nélson de Figueiredo Ribeiro
Nélson de Figueiredo Ribeiro (Faro, 1931) é um político brasileiro.
Foi ministro da Reforma e Desenvolvimento Agrário no governo José Sarney, de 30 de abril de 1985 a 28 de maio de 1986.